# Dennis Acres
Dennis Acres és una població dels Estats Units a l'estat de Missouri. Segons el cens del 2000 tenia 68 habitants.

## Demografia
Segons el cens del 2000, Dennis Acres tenia 68 habitants, 27 habitatges, i 12 famílies. La densitat de població era de 525,1 habitants per km².
Dels 27 habitatges en un 29,6% hi vivien nens de menys de 18 anys, en un 33,3% hi vivien parelles casades, en un 11,1% dones solteres, i en un 51,9% no eren unitats familiars. En el 33,3% dels habitatges hi vivien persones soles el 7,4% de les quals corresponia a persones de 65 anys o més que vivien soles. El nombre mitjà de persones vivint en cada habitatge era de 2,52 i el nombre mitjà de persones que vivien en cada família era de 3,54.
Per edats la població es repartia de la següent manera: un 30,9% tenia menys de 18 anys, un 10,3% entre 18 i 24, un 33,8% entre 25 i 44, un 11,8% de 45 a 60 i un 13,2% 65 anys o més.
L'edat mediana era de 30 anys. Per cada 100 dones de 18 o més anys hi havia 95,8 homes.
La renda mediana per habitatge era de 28.125 $ i la renda mediana per família de 28.750 $. Els homes tenien una renda mediana de 28.333 $ mentre que les dones 13.750 $. La renda per capita de la població era de 8.709 $. Entorn de l'11,1% de les famílies i el 17,1% de la població estaven per davall del llindar de pobresa.

## Poblacions més properes
El següent diagrama mostra les poblacions més properes.